# Driftglass
Driftglass est un recueil de nouvelles de science-fiction publié par l'écrivain afro-américain LGBT Samuel R. Delany en 1971. Les nouvelles sont initialement publiées dans les magazines Worlds of Tomorrow, The Magazine of Fantasy & Science Fiction, If et New Worlds ou dans les anthologies Quark/3, Dangerous Visions et Alchemy & Academe. En 2019, Driftglass est sélectionné parmi l'un des livres de l'article  « 50 auteurs queer impénitents partageant les meilleurs livres LGBTQ de tous les temps » dans O, The Oprah Magazine,.
En 1993, les nouvelles de Driftglass sont également publiées par l'éditeur Grafton à Londres dans un autre recueil, Driftglass/Starshards, qui rassemble d'autres nouvelles de Samuel R. Delany.  Ce recueil est uniquement diffusé au Royaume-Uni.

## Réception critique
Selon l'autrice britannique Jo Walton « S'il y a des thèmes [dans ce recueil] outre la compassion pour l'humanité, ce sont « la vie des travailleurs ordinaires dans l'avenir » et « des façons non conventionnelles de fonder des familles » ». Le critique littéraire Austin Beeman, note avec intérêt que ces nouvelles sont écrites par le même auteur, Samuel Delany, entre 1967 et 1971 et définit ainsi son travail « Il s'inscrit dans le style de la science-fiction New wave, plus expérimentale, plus opaque et plus ouverte au sexe et au profane ».

## Nouvelles du recueilDriftglass
- La Fosse aux étoiles (1967, ) [« The Star Pit »], Éditions Denoël, coll. « Étoiles doubles » (no 9), 1984 (1re éd. 1967), 156 p. (ISBN 9782207340097, lire en ligne)
- (en) Dog in a Fisherman’s Net
- Corona (1967, Corona) [« Corona »]  (trad. Yves Hersant), Éditions OPTA, coll. « Fiction » (no 191), 1969 (1re éd. 1967), 190 p. (lire en ligne)
- …et pour toujours Gomorrhe  dans Chants de l'espace [« Aye, and Gomorrah… »], Bragelonne, 2008 (1re éd. 1967) (OCLC 1010135448)
- Opalines [« Driftglass »]  (trad. Yves HERSANT), Éditions OPTA, coll. « Galaxie / 2 » (no 50), 1968 (1re éd. 1967), 160 p. (lire en ligne)
- (en-US) We, in Some Strange Power’s Employ, Move on a Rigorous Line  (Cette histoire est dédiée à Roger Zelazny, comme pastiche de l'une de ses œuvres. Zelazny apparaît aussi comme personnage. "'Mon nom, est Roger...' suivi par quelque chose de Polonais et imprononçable qui commence par Z et finit par Y." (p. 141 version anglaise). Il est également fait référence à un pre-Internet sous le terme "a worldwide computer system." (p.155 version anglaise)), New York, Tor, coll. « Double romans », 1990 (1re éd. 1968), 84 p. (OCLC 1152691667, lire en ligne)
- Cage de cuivre [« Cage of Brass »]  (trad. Frank STRASCHITZ), Éditions OPTA, coll. « Galaxie / 2 » (no 69), 1970 (1re éd. 1968), 160 p. (lire en ligne)
- La Grande Barre [« High Weir »]  (trad. Sylvie TISSIER), Éditions OPTA, coll. « Galaxie / 2 » (no 76), 1970 (1re éd. 1968), 160 p. (lire en ligne)
- Le Temps considéré comme une hélice de pierres semi-précieuses [« Time Considered as a Helix of Semi-Precious Stones »]  (trad. Henry-Luc PLANCHAT), La Frontière avenir -  Anthologie de la science-fiction américaine d'aujourd'hui, Éditions Seghers, 1970 (1re éd. 1969), 160 p. (lire en ligne)
- (en) Anne Mc Caffrey (éd.), Night and the Loves of Joe Dicostanzo dans Alchemy and Academe (ISBN 9780345286437, lire en ligne)

## Nouvelles du recueilDriftglass/Starshards
Ce recueil réunit les nouvelles du recueil Driftglass ainsi que :
- Omegahelm

- Prismatica
- Ruins

- Among the Blobs
- Citre et Trans
- Erik, Gwen, and D.H. Lawrence’s Esthetic of Unrectified Feeling

## Prix
- 1967 : prix Nebula de la meilleure nouvelle courte pour …et pour toujours Gomorrhe (Aye, and Gomorrah)[6]
- 1968 : prix Hugo de la meilleure nouvelle courte pour Le Temps considéré comme une hélice de pierres semi-précieuses (1969, Time Considered as a Helix of Semi-Precious Stones)[7]
- 1969 : prix Nebula de la meilleure nouvelle longue  pour Le Temps considéré comme une hélice de pierres semi-précieuses (1969, Time Considered as a Helix of Semi-Precious Stones)[6]

## Publications
- (en) Driftglass : ten tales of speculative fiction, New York, Doubleday, 1971, 274 p. (OCLC 1355344998, lire en ligne)
- (en) Driftglass / Starshards, London, Grafton, 1993, 535 p. (ISBN 9780586214220, lire en ligne)